# Philippe Vercruysse
Philippe Vercruysse (ur. 28 stycznia 1962 w Saumur) – francuski piłkarz, pomocnik, uczestnik MŚ 1986 (III miejsce).
W reprezentacji Francji zagrał 12 razy i zdobył jedną bramkę. Debiutował 31 maja 1983 w meczu z Belgią, ostatni raz zagrał w 1989. Podczas MŚ 86 wystąpił w trzech spotkaniach. W 1987 z Girondins został mistrzem Francji, kolejne trzy tytuły zdobył z marsylskim Olympique.